# Museumplein (Brussel)
Het Museumplein (Frans: Place du Musée) is een plein in de Belgische hoofdstad Brussel. Het plein ligt in de omgeving van de Kunstberg en de Koninklijke Wijk. Via de Museumstraat is het plein met het Koningsplein verbonden. Ook is er een verbinding met de Koudenberg.

## Geschiedenis
Tot de 14e eeuw bevond zich op het huidige Museumplein de zogenaamde Jodenpoel. Deze vijver verdween door de bouw van een groot landhuis en een kapel gewijd aan Sint-Joris door Willem van Duivenvoorde. Begin 15e eeuw kwam het domein in handen van graaf Engelbrecht van Nassau. Zijn nakomelingen lieten de kapel in gotische stijl ombouwen. De Nassaukapel is heden onderdeel van de Koninklijke Bibliotheek van België. Tijdens het Oostenrijkse bewind werd het plein place de la Cour of rue de la Cour genoemd. Het plein werd eind 18e eeuw in Lodewijk XVI-stijl heringericht nadat er het Paleis van Karel van Lotharingen werd gebouwd. Centraal op het plein werd een vijver aangelegd. Het plein werd omstreeks 1782 geplaveid, in 1797 heraangelegd met een kruidtuin en in 1826 verkleind voor de bouw van twee vleugels an het Nijverheidspaleis. In 1848 werd er een standbeeld van Karel van Lotharingen opgetrokken en in 1877-1880 plantsoenen aangelegd.

## Beschrijving
Het Museumplein is gekasseid en bevat centraal een lichtput voor de ondergrondse musea ontworpen door Roger Bastin, begrensd door de deels hergebruikte hardstenen balustrade van 1880, ontworpen door Alphonse Balat. Op het einde van de balustrade staan twee sokkels met bekronende bronzen medaillonportretten van keizerin Maria Theresia en koning Leopold II met opschriften.
In 1848 werd in het noordwesten van het plein een standbeeld van Karel van Lotharingen door Louis Jehotte ingehuldigd. Het standbeeld was het tweede van de gouverneur-generaal. In 1775 werd op het Koningsplein een standbeeld ingehuldigd. Franse revolutionairen haalden het beeld in 1792 echter neer en smolten het om. Naast het standbeeld is een verbinding met de Koudenberg.

## Gebouwen
- Het Paleis van Karel van Lotharingen (Museumplein 1, Kunstberg 24), van 1757 tot 1780 gebouwd op de plaats van het voormalige Paleis van Nassau, thans onderdeel van de Koninklijke Bibliotheek van België
- Verschillende afdelingen van de Koninklijke Musea voor Schone Kunsten van België

## Galerij

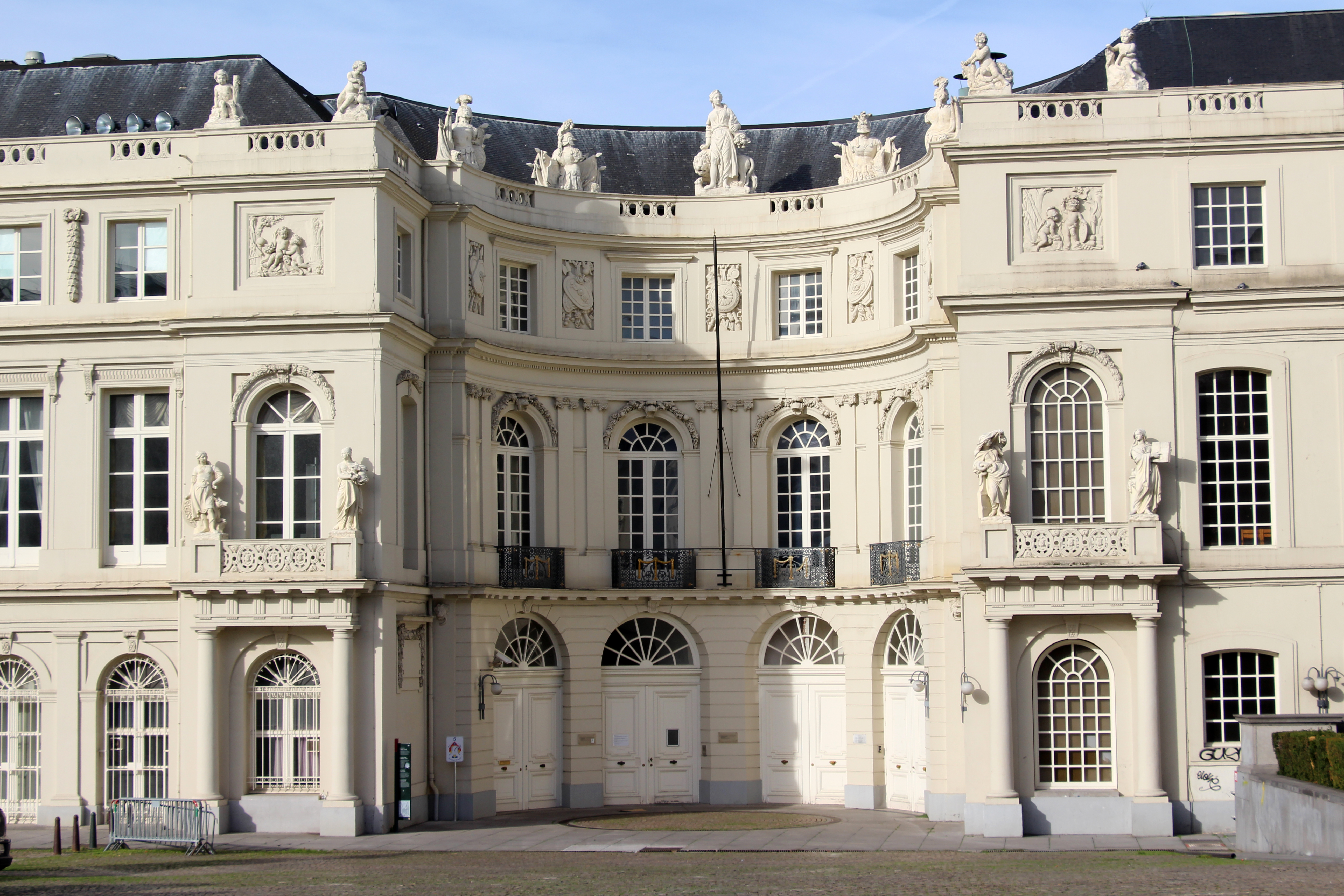
Het Paleis van Karel van Lotharingen
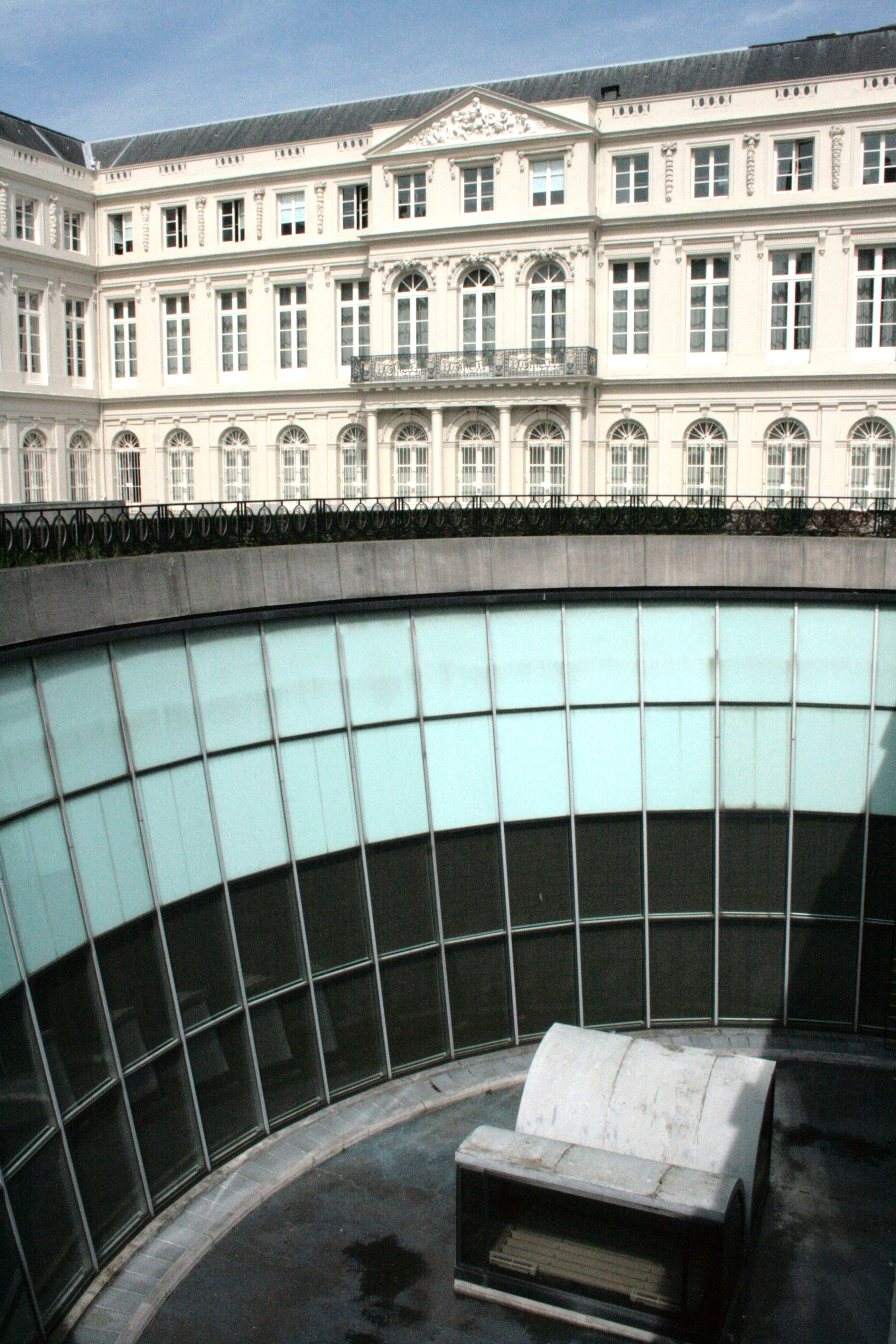
De lichtput van het Modern Museum
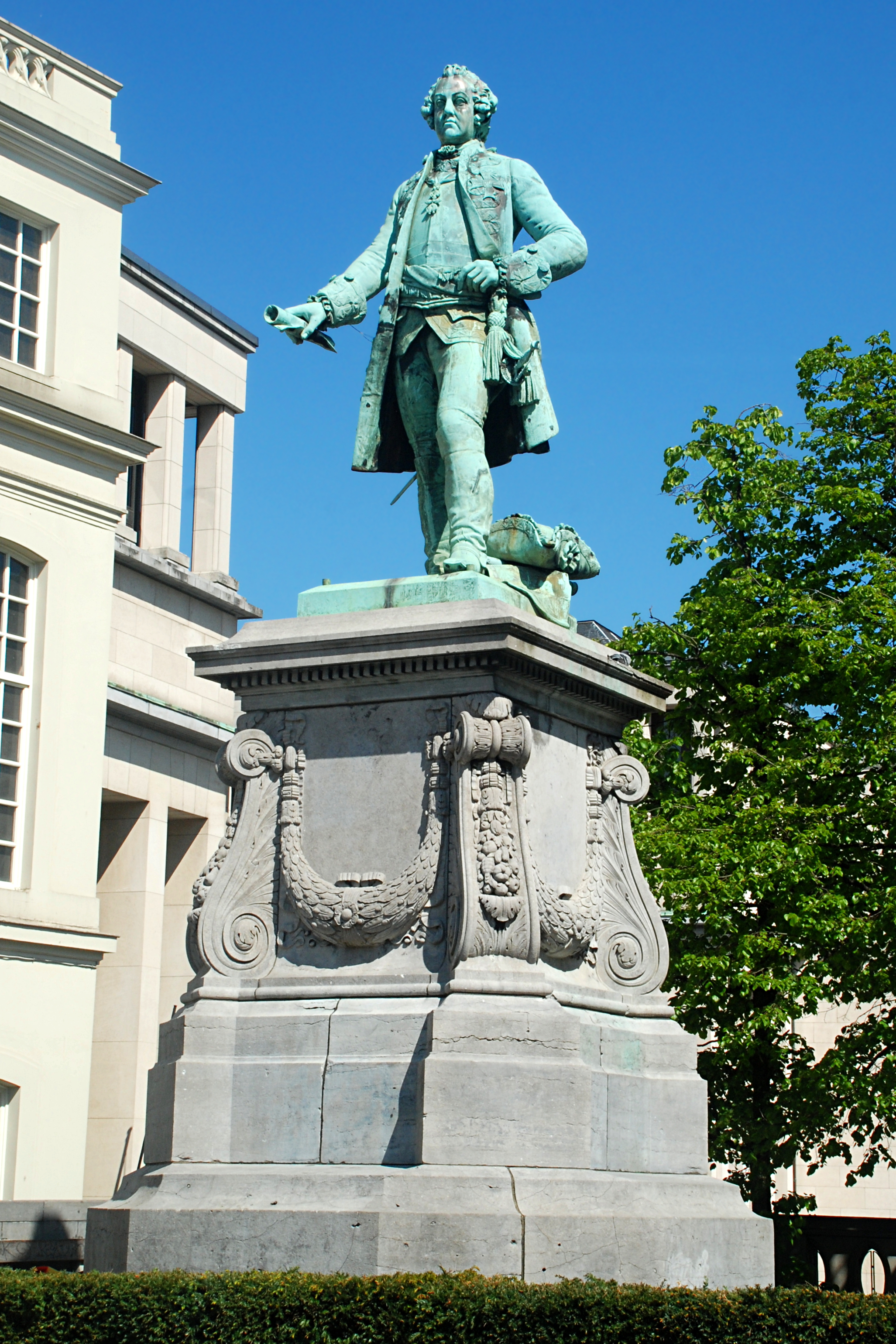
Het standbeeld van Karel van Lotharingen
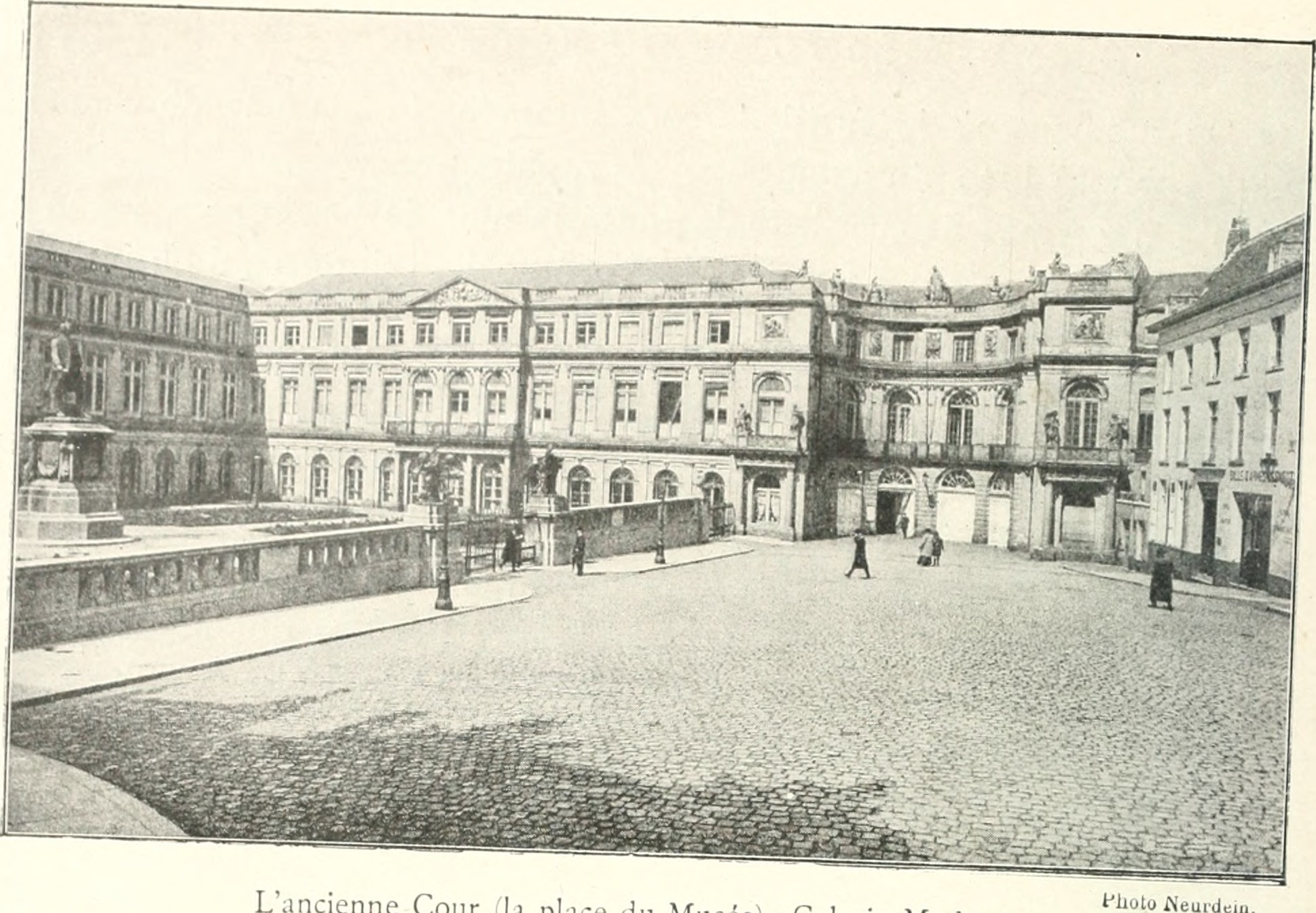
Het Museumplein in 1910